# Stekelhalsdeukschildpad
De stekelhalsdeukschildpad (Acanthochelys spixii) is een schildpad uit de familie slangenhalsschildpadden (Chelidae).

## Naam en indeling
De wetenschappelijke naam van de soort werd voor het eerst voorgesteld door André Marie Constant Duméril en Gabriel Bibron in 1835. Oorspronkelijk werd de wetenschappelijke naam Platemys Spixii gebruikt en later werd de soort aan andere geslachten toegekend, zoals Emys en het niet langer erkende Hydraspis.
De soortnaam spixii is een eerbetoon aan de Duitse zoöloog Johann Baptist von Spix (1781 - 1826).

## Uiterlijke kenmerken
De schildpad bereikt een maximale schildlengte tot 17 centimeter waarmee het de kleinste soort is uit het geslacht Acanthochelys. De schildkleur is grijs tot zwart, de middelste rugplaten zijn voorzien van gele strepen. Het buikschild en de bruggen tussen buik- en rugschild zijn grijs tot zwart. De marginaalschilden zijn breed aan de voor- en achterzijde van het schild maar smaller in het midden. De schubben aan de kop zijn grijs van kleur en zijn in rijen gelegen. De schubben aan de kop zijn olijfkleurig tot grijs. Aan de onderzijde van de kop zijn twee baarddraden aanwezig welke een grijze kleur hebben. De bek is niet gehaakt, de ogen zijn relatief ver uit elkaar gelegen en hebben een witte iris.
De poten zijn goed ontwikkeld en er zijn zwemvliezen aanwezig tussen de vingers en tenen. Op de dijen van de poten is een zeer dichte structuur van stekelachtige uitsteeksels aanwezig die ook terugkomen op de nek. Stekels op de dijen komen wel bij meer geslachtsgenoten voor maar de stekels aan de nek zijn kenmerkend voor deze soort.
Mannetjes hebben een dikkere staart dan de vrouwtjes en een iets holler buikschild maar zijn verder lastig te onderscheiden.

## Verspreiding en habitat
De schildpad komt voor in delen van Zuid-Amerika en leeft in de rivier São Francisco in de landen Argentinië, Brazilië en Uruguay. De habitat bestaat uit moerassen, lagunen en meren, vaak met een dichte begroeiing. Ook in door de mens aangepaste streken zoals vijvers kan de schildpad worden gevonden.

## Levenswijze
De stekelhalsdeukschildpad is sterk aan water gebonden en verlaat het water zelden, ook niet om te zonnen. De vrouwtjes zette de eieren echter op enige afstand van de waterlijn af, ze produceren ongeveer zeven eieren per nest. De eieren hebben een ruwe schaalstructuur en zijn met een afmeting van ongeveer 25 bij 27 millimeter bijna rond van vorm. Na maximaal vijf maanden komen de eieren uit, maar in sommige locaties is de incubatietijd korter. De juvenielen hebben soms een kleine lengtekiel aan de bovenzijde van het schild, de platen aan zowel het buik- als rugschild hebben een straalsgewijze lijnentekening. Het is een omnivoor; op het menu staan waterplanten maar ook worden kleine dieren zoals waterslakken en kikkervisjes buitgemaakt.

## Beschermingsstatus
Door de internationale natuurbeschermingsorganisatie IUCN is de beschermingsstatus 'gevoelig' toegewezen (Near Threatened of NT). De habitat van de stekelhalsdeukschildpad wordt bedreigd door ontbossing voor de ontwikkeling van grote gebieden voor industriële doeleinden, het bouwen van grote sportcomplexen en menselijke bebouwing. Jongere dieren worden in gevangenschap grootgebracht in het Taim Ecological Station in Brazilië en het Santa Teresa National Park in Uruguay om uiteindelijk te worden uitgezet in de natuur.